# Halvor Egner Granerud
Halvor Egner Granerud (Oslo, 29 maggio 1996) è un saltatore con gli sci norvegese, campione del mondo nella gara a squadre di volo con gli sci a Planica 2020, vincitore della Coppa del Mondo nel 2021 e nel 2023 e del Torneo dei quattro trampolini nel 2023.

## Biografia
Originario di Trondheim e attivo in gare FIS dal luglio del 2013, Granerud ha esordito in Coppa del Mondo il 5 dicembre 2015 a Lillehammer, dove venne squalificato, e ai Campionati mondiali a Seefeld in Tirol 2019, dove è stato 33º nel trampolino lungo e 5º nella gara a squadre. Il 29 novembre 2020 ha conquistato a Kuusamo la prima vittoria, nonché primo podio, in Coppa del Mondo; ai successivi Mondiali di volo di Planica 2020 ha vinto la medaglia d'oro nella gara a squadre e quella d'argento nella gara individuale, mentre ai Mondiali di Oberstdorf 2021 ha conquistato la medaglia d'argento nella gara a squadre mista e si è classificato 4º nel trampolino normale. In quella stessa stagione 2020-2021 ha vinto la Coppa del Mondo generale; l'anno dopo ai XXIV Giochi olimpici invernali di Pechino 2022, suo esordio olimpico, si è classificato 30º nel trampolino normale, 30º nel trampolino lungo e 4º nella gara a squadre e ai Mondiali di volo di Vikersund 2022 ha vinto la medaglia di bronzo nella gara a squadre. Ai Mondiali di Planica 2023 ha vinto la medaglia d'argento nella gara a squadre e nella gara a squadre mista ed è stato 11º nel trampolino normale e 7º nel trampolino lungo; al termine della stagione 2022-2023 ha conquistato la Coppa del Mondo per la seconda volta.

## Palmarès

### Mondiali
- 3 medaglie
  - 3 argenti (gara a squadre mista a Oberstdorf 2021; gara a squadre, gara a squadre mista a Planica 2023)

### Mondiali di volo
- 3 medaglie:
  - 1 oro (gara a squadre a Planica 2020)
  - 1 argento (individuale a Planica 2020)
  - 1 bronzo (gara a squadre a Vikersund 2022)

### Mondiali juniores
- 2 medaglie:
  - 1 oro (gara a squadre a Almaty 2015)
  - 1 argento (gara a squadre a Râșnov 2016)

### Coppa del Mondo
- Vincitore della Coppa del Mondo nel 2021 e nel 2023
- 54 podi (41 individuali, 13 a squadre):
  - 29 vittorie (25 individuali, 4 a squadre)
  - 16 secondi posti (13 individuali, 3 a squadre)
  - 9 terzi posti (3 individuali, 6 a squadre)

#### Coppa del Mondo - vittorie
| Data             | Località               | Nazione     | Trampolino                                                                                |
| ---------------- | ---------------------- | ----------- | ----------------------------------------------------------------------------------------- |
| 29 novembre 2020 | Kuusamo                | Finlandia   | Rukatunturi HS142                                                                         |
| 5 dicembre 2020  | Nižnij Tagil           | Russia      | Aist HS134                                                                                |
| 6 dicembre 2020  | Nižnij Tagil           | Russia      | Aist HS134                                                                                |
| 19 dicembre 2020 | Engelberg              | Svizzera    | Gross-Titlis-Schanze HS140                                                                |
| 20 dicembre 2020 | Engelberg              | Svizzera    | Gross-Titlis-Schanze HS140                                                                |
| 10 gennaio 2021  | Titisee-Neustadt       | Germania    | Hochfirst HS142                                                                           |
| 23 gennaio 2021  | Lahti                  | Finlandia   | Salpausselkä HS130 (con Marius Lindvik, Daniel-André Tande e Robert Johansson)            |
| 30 gennaio 2021  | Willingen              | Germania    | Mühlenkopf HS147                                                                          |
| 31 gennaio 2021  | Willingen              | Germania    | Mühlenkopf HS147                                                                          |
| 6 febbraio 2021  | Klingenthal            | Germania    | Vogtland Arena HS140                                                                      |
| 7 febbraio 2021  | Klingenthal            | Germania    | Vogtland Arena HS140                                                                      |
| 14 febbraio 2021 | Zakopane               | Polonia     | Wielka Krokiew HS140                                                                      |
| 20 febbraio 2021 | Râșnov                 | Romania     | Valea Cărbunării HS97 (con Maren Lundby, Daniel-André Tande e Silje Opseth)               |
| 21 novembre 2021 | Nižnij Tagil           | Russia      | Aist HS134                                                                                |
| 27 febbraio 2022 | Lahti                  | Finlandia   | Salpausselkä HS130                                                                        |
| 27 novembre 2022 | Kuusamo                | Finlandia   | Rukatunturi HS142                                                                         |
| 29 dicembre 2022 | Oberstdorf             | Germania    | Schattenberg HS137                                                                        |
| 1º gennaio 2023  | Garmisch-Partenkirchen | Germania    | Große Olympiaschanze HS142                                                                |
| 6 gennaio 2023   | Bischofshofen          | Austria     | Paul Ausserleitner HS142                                                                  |
| 15 gennaio 2023  | Zakopane               | Polonia     | Wielka Krokiew HS140                                                                      |
| 28 gennaio 2023  | Bad Mitterndorf        | Austria     | Kulm HS235                                                                                |
| 29 gennaio 2023  | Bad Mitterndorf        | Austria     | Kulm HS235                                                                                |
| 3 febbraio 2023  | Willingen              | Germania    | Mühlenkopf HS147 (con Anna Odine Strøm, Marius Lindvik e Silje Opseth)                    |
| 4 febbraio 2023  | Willingen              | Germania    | Mühlenkopf HS147                                                                          |
| 5 febbraio 2023  | Willingen              | Germania    | Mühlenkopf HS147                                                                          |
| 12 febbraio 2023 | Lake Placid            | Stati Uniti | MacKenzie HS128                                                                           |
| 14 marzo 2023    | Lillehammer            | Norvegia    | Lysgårdsbakken HS140                                                                      |
| 18 marzo 2023    | Vikersund              | Norvegia    | Vikersundbakken HS240                                                                     |
| 2 marzo 2024     | Lahti                  | Finlandia   | Salpausselkä HS130 (con Johann André Forfang, Kristoffer Eriksen Sundal e Marius Lindvik) |

#### Torneo dei quattro trampolini
- Vincitore del Torneo dei quattro trampolini nel 2023
- 8 podi di tappa[2]:
  - 3 vittorie
  - 4 secondi posti
  - 1 terzo posto

### Summer Grand Prix
- Vincitore del Summer Grand Prix nel 2022
- 5 podi:
  - 3 vittorie
  - 1 secondo posto
  - 1 terzo posto